# Floculant

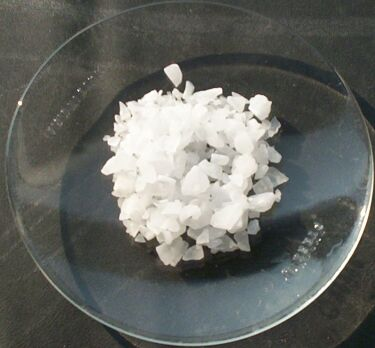
Un échantillon de l'hexadécahydrate de sulfate d'aluminium.

Un floculant, ou clarifiant, est une substance provoquant la floculation, à savoir l'agrégation progressive de matières en suspension dans des liquides pour en faciliter la séparation. Les floculants sont utilisés dans les procédés de traitement de l'eau pour améliorer la sédimentation ou la filtration des petites particules.

## Principe
Dans l'eau, les particules d'une taille inférieure à 0,1 µm (10 -7 m) se déplacent constamment, les unes par rapport aux autres, en raison de leur charge électrostatique, souvent négative, qui les font se repousser. Une fois ces charges neutralisées par l'introduction d'une substance adéquate, les particules les plus fines cessent de se repousser lors des collision et même restent groupées sous l'effet des forces de Van der Waals. Ces particules, considérablement plus grosses et plus lourdes que celles dont elles sont issues, sont appelées flocs.
Les floculants, ou agents floculants (également appelés en anglais : flocking agents), sont des produits chimiques qui provoquent l'agrégation de colloïdes et d'autres particules en suspension dans les liquides. Les floculants sont utilisés dans les procédés de traitement de l'eau pour améliorer la sédimentation ou la filtration des petites particules. Par exemple, un floculant peut être utilisé dans la filtration des piscines ou de l'eau potable pour aider à éliminer les particules microscopiques qui, autrement, rendraient l'eau trouble et seraient difficiles ou impossibles à éliminer par filtration seule.

## Types
De nombreux floculants sont des cations multivalents tels que l'aluminium, le fer, le calcium ou le magnésium. Ces molécules chargées positivement interagissent avec les particules et molécules chargées négativement pour réduire les barrières à l'agrégation. De plus, bon nombre de ces produits chimiques, dans des conditions de pH appropriées et dans d'autres conditions telles que la température et la salinité, réagissent avec l'eau pour former des hydroxydes insolubles qui, lors de la précipitation, se lient pour former de longues chaînes ou des mailles, piégeant physiquement de petites particules dans des flocs plus gros.
Les floculants polymères à longue chaîne, tels que les polyacrylamides modifiés, sont fabriqués et vendus par des entreprises de production de floculants. Ceux-ci peuvent être fournis sous forme sèche ou liquide pour une utilisation dans le processus de floculation. Le polyacrylamide liquide le plus courant, est fourni sous forme d'émulsion avec 10 à 40% d'actifs, et le reste est un fluide porteur non aqueux, des tensioactifs et du latex. Cette forme permet une manipulation aisée des polymères visqueux à des concentrations élevées. Ces polymères en émulsion nécessitent une «activation» - inversion de l'émulsion pour que les molécules de polymères forment une solution aqueuse.

## Agents
- Alun
- Chlorhydrate d'aluminium
- Sulfate d'aluminium
- Oxyde de calcium
- Hydroxyde de calcium
- Sulfate de fer(II) (sulfate ferreux)
- Chlorure de fer(III) (chlorure ferrique)
- Polyacrylamide
- PolyDADMAC (en)
- Aluminate de sodium
- Silicate de sodium

Les produits naturels suivants sont utilisés comme floculants :
- Chitosane
- Ichtyocolle
- Graines de Moringa oleifera (raifort)
- Gélatine
- Graines de Strychnos potatorum (noix de Nirmali)
- Gomme de guar
- Alginates (extraits d'algues brunes)